# Prvenstvo Jugoslavije u nogometu 1925.
Sezona Državnog prvenstva 1925. bila je treća sezona nacionalnog nogometnog natjecanja u Kraljevini SHS. Nije organizirano kao tradicionalna liga, nego se je igralo po kup-sustavu. Pobijedila je momčad beogradske Jugoslavije, koja je obranila naslov prvaka, a njeni igrači Dušan Petković i Branislav Sekulić bili su najbolji strijelci s po 3 postignuta pogotka. Lanjski doprvak, splitski Hajduk, ispao je odmah u četvrtzavršnici od Jugoslavije, u reprizi lanjskog završnog susreta kojim se odlučilo prvaka. 

## Sudionici
Pravo sudjelovanja izborili su:
| Prvenstvo podsaveza | Prvak                               | Grad      |
| ------------------- | ----------------------------------- | --------- |
| Zagreb 1924./25.    | 1. hrvatski građanski športski klub | Zagreb    |
| Beograd 1924./25.   | SK Jugoslavija                      | Beograd   |
| Split 1924./25.     | JŠK Hajduk                          | Split     |
| Subotica 1924./25.  | JAD Bačka                           | Subotica  |
| Sarajevo 1924./25.  | SAŠK                                | Sarajevo  |
| Ljubljana 1924./25. | SK Ilirija                          | Ljubljana |
| Osijek 1924./25.    | JŠK Slavija                         | Osijek    |

## Natjecanje
| Gdje      | Prva momčad                                 |                 | Druga momčad    |              |
|           | Četvrtzavršnica                             | Četvrtzavršnica | Četvrtzavršnica | 14. 6. 1925. |
| --------- | ------------------------------------------- | --------------- | --------------- | ------------ |
| Ljubljana | Ilirija                                     | –               | Bačka           | 0:3          |
| Beograd   | Jugoslavija                                 | –               | Hajduk          | 3:2 (prod.)  |
| Zagreb    | Građanski                                   | –               | SAŠK            | 6:0          |
|           | Slavija (ždrijebom izravno u poluzavršnici) |                 |                 |              |
|           | Poluzavršnica                               | Poluzavršnica   | Poluzavršnica   | 21. 6. 1925. |
| Subotica  | Bačka                                       | –               | Građanski       | 0:2          |
| Beograd   | Jugoslavija                                 | –               | Slavija         | 3:2          |
|           | Završnica                                   | Završnica       | Završnica       | 5. 7. 1925.  |
| Zagreb    | Građanski                                   | –               | Jugoslavija     | 2:3 (prod.)  |

### Četvrtzavršnica
| 14. lipnja 1925.                                  |             |                        |                                                                                      |
| Jugoslavija Beograd                               | 3:2 (prod.) | Hajduk Split           | Stadion SK Jugoslavije, Beograd Broj gledatelja: 5000 Sudac: Andrija Mažić, Subotica |
| D. Jovanović 10' Petković 22' Sekulić 110' (pen.) | (izvještaj) | 27' Benčić 53' Bonačić | Stadion SK Jugoslavije, Beograd Broj gledatelja: 5000 Sudac: Andrija Mažić, Subotica |

Prvog dana igrano je samo prvih 10 minuta prvog produžetka, kada je sudac zbog mraka prekinuo utakmicu i odgodio nastavak za sutra. Zbog lošeg terena, kako je rekao sudac gosp. Mazić je procijenio da se nisu igrali produžeci, niti eventualno nova utakmica sutradan, kako je bilo predviđeno propozicijama, ali su se igrali navedeni produžeci u dva dana (odgođeno za jedan dan).
Ovo su samo produžeci od 2 x 15 minuta, pa se u statistici neće računati kao jedna cijela utakmica, Jugoslavija je službeno slavila s ukupnih 3:2. Poluvremena se broje u intervalima od 15 minuta, tako da je pogodak pao u petoj minuti drugog produžetka od 15 minuta.
| 14. lipnja 1925.  |             |                            |                                                                                        |
| Ilirija Ljubljana | 0:3         | Bačka Subotica             | Igralište ob Celovški cesti, Ljubljana Broj gledatelja: 2000 Sudac: Adolf Pick, Zagreb |
|                   | (izvještaj) | 17' Rudić 55' 58' Marcikić | Igralište ob Celovški cesti, Ljubljana Broj gledatelja: 2000 Sudac: Adolf Pick, Zagreb |

| 14. lipnja 1925.                                                               |             |               |                                                                                |
| Građanski Zagreb                                                               | 6:0         | SAŠK Sarajevo | Igralište Građanskog, Zagreb Broj gledatelja: 4000 Sudac: Jovan Ružić, Beograd |
| Panisek 3' V. Götz 5' Vragović 26' Pavleković 39' Mantler 43' Bevanda 51' (ag) | (izvještaj) |               | Igralište Građanskog, Zagreb Broj gledatelja: 4000 Sudac: Jovan Ružić, Beograd |

### Poluzavršnica
| 21. lipnja 1925.                           |             |                       |                                                                                       |
| Jugoslavija Beograd                        | 3:2         | Slavija Osijek        | Igralište SK Jugoslavije, Beograd Broj gledatelja: 2000 Sudac: Anton Felver, Sarajevo |
| Luburić 10' Sekulić 14' (pen) Petković 67' | (izvještaj) | 17' Andučić 78' Rabel | Igralište SK Jugoslavije, Beograd Broj gledatelja: 2000 Sudac: Anton Felver, Sarajevo |

| 21. lipnja 1925. |             |                          |                                                                             |
| Bačka Subotica   | 0:2         | Građanski Zagreb         | Igralište Bačke, Subotica Broj gledatelja: 2000 Sudac: Jovan Ružić, Beograd |
|                  | (izvještaj) | 79' Hitrec 84' Vidnjević | Igralište Bačke, Subotica Broj gledatelja: 2000 Sudac: Jovan Ružić, Beograd |

### Završnica
| 5. srpnja 1925.         |             |                                          |                                                                                    |
| Građanski Zagreb        | 2:3 (prod.) | Jugoslavija Beograd                      | Igralište Građanskog, Zagreb Broj gledatelja: 14000 Sudac: Andrija Mažić, Subotica |
| V. Götz 17' Dasović 78' | (izvještaj) | 6' Sekulić 52' D. Jovanović 92' Petković | Igralište Građanskog, Zagreb Broj gledatelja: 14000 Sudac: Andrija Mažić, Subotica |

Budući da je nakon regularnog dijela bilo neriješeno, prema propozicijama igrali su se produžetci od 2 x 15 minuta, a već u prvoj minuti sudačke nadoknade Jugoslavija je postigla gol.

## Prvaci
SK Jugoslavija (trener: Karel Blaha)
Dragutin Nemeš
Milutin Ivković
Branko Petrović
Mihailo Načević
Alojz Mahek
Sveta Marković
Damjan Đurić
Dragan Jovanović
Stevan Luburić
Dušan Petković
Branislav Sekulić
Vladeta Đurić
Petar Joksimović

## Statistika

### Ljestvica strijelaca
| Pl. | Ime               | Klub                  | Broj pogodaka |
| --- | ----------------- | --------------------- | ------------- |
| 1.  | Dušan Petković    | Jugoslavija (Beograd) | 3             |
| 1.  | Branislav Sekulić | Jugoslavija (Beograd) | 3             |
| 3.  | Dragan Jovanović  | Jugoslavija (Beograd) | 2             |
| 3.  | Viktor Götz       | Građanski (Zagreb)    | 2             |
| 3.  | Remija Marcikić   | Bačka (Subotica)      | 2             |

### Klubovi
Pojašnjenje: Ime i prezime igrača (broj nastupa u sezoni/broj golova u sezoni). Igrači su poredani prema poziciji u momčadi od golmana do napadača, a potom i po broju nastupa.
- 1. Jugoslavija (Beograd)

Trener: Karel Bláha (Čehoslovačka)

Károly Nemes 3/0, Milutin Ivković 3/0, Svetislav Marković 3/0, Branko Petrović 3/0, Dragan Jovanović 3/2, Branislav Sekulić 3/3, Mihajlo Načević 3/0, Aleksandar Đorđević 3/0, Dušan Petković 3/3, Alois Machek 3/0, Stevan Luburić 3/1
- Građanski (Zagreb)

Trener: Richard Kohn (Austrija)

Vilim Vokaun 3/0, Eugen Dasović 3/1, Josip Polić 3/0, Viktor Götz 3/2, Rudolf Hitrec 3/1, Dragutin Vragović 3/1, Rudolf Rupec 3/0, Stjepan Pasinek 3/1, Antun Pavleković 3/1, Franz Mantler 3/1, Dragutin Babić 2/0, Luka Vidnjević 1/1
- Bačka (Subotica)

Trener: Ferenc Nagy (Mađarska)

Béla Virág 2/0, Andrija Kujundžić 2/0, Koloman Gubić 2/0, Marko Vukov 2/0, Grgo Stipić 1/0, Grga Šefčić 1/0, Marko Rudić 2/1, Željko Šlezak 2/0, Josip Kovač 2/0, Remija Marcikić 2/2, Martin Poljaković 2/0, Pero Šarčević 1/0, Josip Kikić 1/0
- Slavija (Osijek)

Trener: Mirko Trbojević

Dragutin Grünbaum 1/0, Antun Pintar 1/0, Alojz Hoder 1/0, Branko Rožić 1/0, Ivan Petelin 1/0, Nikola Rukavina 1/0, Branko Andučić 1/1, Ljubomir Urban 1/0, Dragutin Rabel 1/1, Josip Rafaj 1/0, Adolf Jelačić 1/0
- Hajduk (Split)

Trener: Luka Kaliterna

Otmar Gazzari 1/0, Janko Rodin 1/0, Petar Dujmović 1/0, Veljko Poduje 1/0, Mihovil Borovčić Kurir 1/0, Mirko Bonačić 1/1, Ljubomir Benčić 1/1, Ante Kesić 1/0, Vinko Radić 1/0, Šime Poduje 1/0, Marko Markovina 1/0
- Ilirija (Ljubljana)

Trener: Evgen Betetto

Matej Miklavčič 1/0, Hugo Beltram 1/0, Jože Pogačar 1/0, Ivan Dekleva 1/0, Gabrijel Župančič 1/0, Ladislav Župančič 1/0, Josip Pevalek 1/0, Mirko Pevalek 1/0, Ivan Župančič 1/0, Miodrag Doberlet 1/0, Oto Oman 1/0
- SAŠK (Sarajevo)

Trener: Ferdinand Götz (Austrija) & Petar Zovko

Vjekoslav Giljanović 1/0, Nedžad Sulejmanpašić 1/0, Stjepan Bevanda 1/0, Dušan Gavrilović 1/0, Josip Plaček 1/0, Vilim Zelebor 1/0, Anton Felver 1/0, Otto Magerle 1/0, Dragutin Sieber 1/0, Stjepan Sebastian 1/0, Ferdinand Götz 1/0

## Vanjske poveznice
- RSSSF: Yugoslavia List of Topscorers
- RSSSF: Yugoslavia List of Final Tables
- RSSSF: sezona 1924./25.
- exyufudbal: Državno prvenstvo 1925.
- exyufudbal: Podsavezna prvenstva: 1924./25.
- fsgzrenjanin: SISTEM TAKMIČENJA U KRALJEVINI SHS
- claudionicoletti: KINGDOM OF SLOVENES, CROATES AND SERBS 1920-1925
- Povijestdinama, Sezona 1924/25.  Arhivirana inačica izvorne stranice od 19. veljače 2015. (Wayback Machine)